# New Ashford
New Ashford é uma vila localizada no condado de Berkshire no estado estadounidense de Massachusetts. No Censo de 2010 tinha uma população de 228 habitantes e uma densidade populacional de 6,53 pessoas por km².

## Geografia
New Ashford encontra-se localizado nas coordenadas 42° 36′ 39″ N, 73° 13′ 31″ O. Segundo o Departamento do Censo dos Estados Unidos, New Ashford tem uma superfície total de 34.91 km², da qual 34.87 km² correspondem a terra firme e (0.1%) 0.04 km² é água.

## Demografia
Segundo o censo de 2010, tinha 228 pessoas residindo em New Ashford. A densidade populacional era de 6,53 hab./km². Dos 228 habitantes, New Ashford estava composto pelo 93.86% brancos, o 0.88% eram afroamericanos, o 0% eram amerindios, o 1.32% eram asiáticos, o 0% eram insulares do Pacífico, o 0.44% eram de outras raças e o 3.51% pertenciam a duas ou mais raças. Do total da população o 0.44% eram hispanos ou latinos de qualquer raça.